# Mattschwarzer Scheibenbock

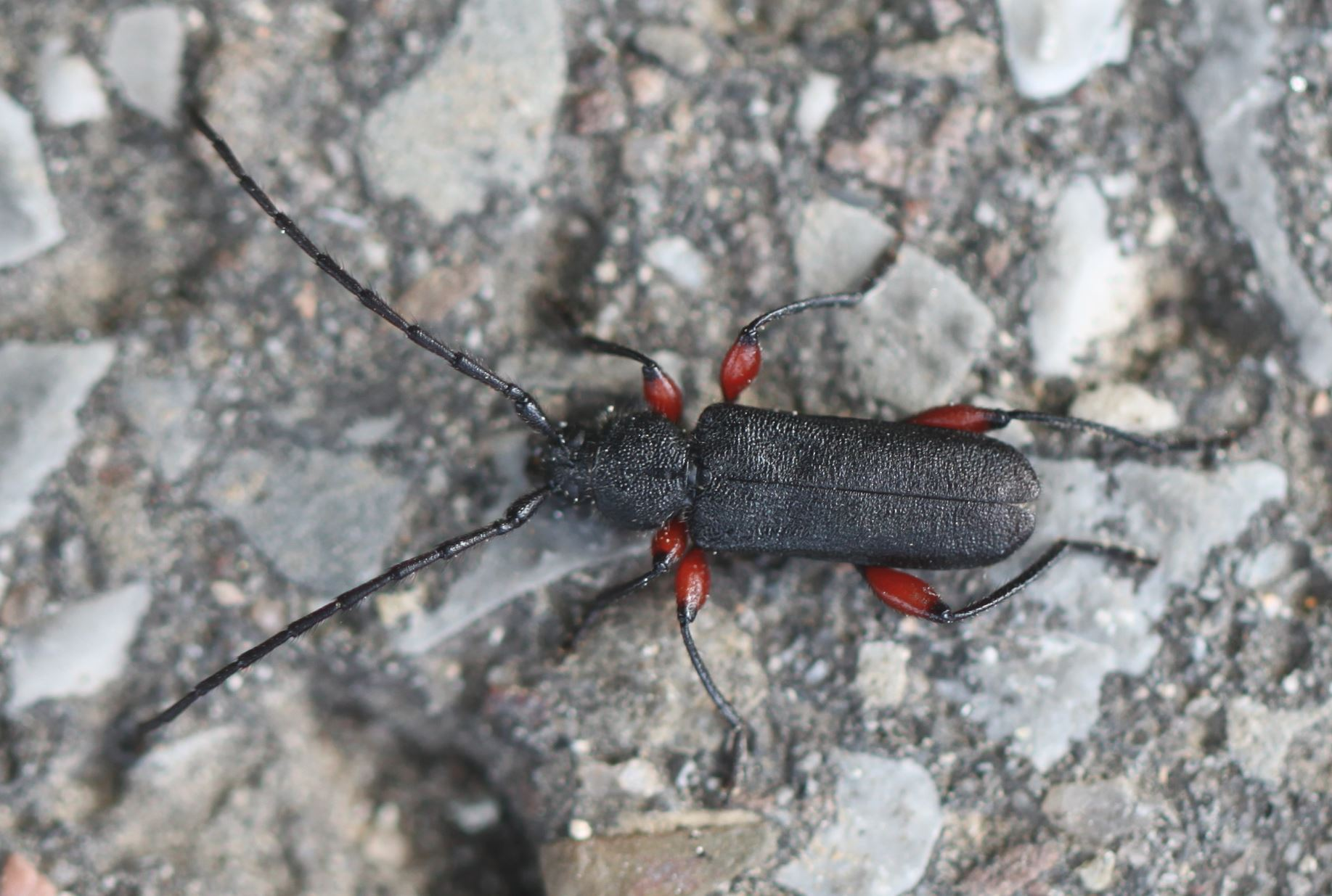
Dorsalansicht

Der Mattschwarze Scheibenbock (Ropalopus femoratus) ist ein Käfer aus der Familie der Bockkäfer.

## Merkmale
Der Mattschwarze Scheibenbock hat eine Länge von 7 bis 14 Millimetern. Auffallend sind die an der Basis gekeulten roten Schenkel. Der Rest des Käfers ist schwarz. Die schwarzen Antennen sind fast so lang wie der Körper. Der Mattschwarze Scheibenbock ähnelt dem verwandten Dornhörnigen Scheibenbock (Ropalopus varini), ein Unterschied besteht darin, dass bei diesem das dritte bis zehnte Fühlerglied der Antennen am jeweiligen Ende mit einem Dorn versehen ist.

## Vorkommen und Lebensweise
Das Vorkommen erstreckt sich auf Europa außer dem äußeren Norden. Die Art gilt als nicht gefährdet, wenn auch nicht als häufig. In Deutschland wird die Art aus allen deutschen Bundesländern gemeldet, in Schleswig-Holstein und Mecklenburg-Vorpommern ist der Mattschwarze Scheibenbock jedoch länger schon nicht mehr gesehen worden.
Die Larvenentwicklung findet häufig unter der Rinde ausgetrockneter Zweige und Äste im Kronenbereich von Bäumen statt. Dabei kann es sich mit Präferenz um Eichen, aber auch Kernobstgewächse wie zum Beispiel Apfelbäume und Birnbäume, Steinobstgewächse, Ahorne, Erlen, Kastanienbäume, Buchen, Europäische Hopfenbuchen, Ulmen, Walnussbäume, Rosen, Weinreben oder Hasel wie den Gemeinen Hasel handeln. Dort frisst die Larve gewundene Gänge in den Zweig oder Ast hinein. Vom Schlüpfen bis zur Puppenwiege dauert die Entwicklung ein bis zwei Jahre, die Verpuppung findet im Frühjahr statt. Die Käfer sind anzutreffen zum Beispiel in alten Laubwäldern, in Parks und Streuobstwiesen auf Blüten, von Mai bis Juli auf Laubholzklaftern. Frühere Sichtungen sind seltener, was in der Roten Liste der IUCN damit erklärt wird, dass nur wenige Entomologen so früh im Jahr auf Feldbeobachtung sind. Die Imago ernährt sich von Pollen.

## Synonyme
Folgende synonyme wissenschaftliche Namen und Schreibweisen finden sich zum Mattschwarzen Scheibenbock in der wissenschaftlichen Literatur:
- Cerambyx femoratus, Linnaeus 1758 und 1767
- Callidium puncatum, Fabricius 1798
- Callidium femoratum, Küster 1845 und Severin 1889
- Rhopalopus femoratus, Mulsant 1862, Bedel 1889 und Pic 1903